# Auckland Grammar School
Auckland Grammar School je državna fantovska srednja šola v Aucklandu na Novi Zelandiji. Šola je bila ustanovljena leta 1868 in je ena večjih na Novi Zelandiji. Omejeno število gojencev biva v internatu zraven šole.